# Еміль Дельшамбр
Еміль Дельшамбр (фр. Émile Delchambre, 3 грудня 1875 — 8 вересня 1958) — французький академічний веслувальник.
Олімпійський чемпіон 1900 року в складі розпашної четвірки зі стерновим.